# 天地無用! GXP
『天地無用! GXP』（てんちむよう ジーエックスピー）は、2002年4月から9月にかけて日本テレビほかで放送された、日本のテレビアニメ作品。

## 概要
天地無用!シリーズ10周年記念作品。天地無用!シリーズテレビアニメ版の第3作目にあたり、企画制作がパイオニアLDCからバップ・日本テレビに移った最初の作品であり、シリーズ最後の地上アナログ放送でもある。
これ以前のテレビアニメ2作（『天地無用!』『新・天地無用!』）は梶島正樹による原作とは別設定で作られていたが、本作は梶島の原作に準拠した、いわゆる「梶島天地」である。本作の放映時点ではまだ制作されていなかったOVA版『天地無用! 魎皇鬼』第3期より作品内の時系列が先行しており、OVA第3期の終了時点から約1年後、ギャラクシーポリス（GP）本部と銀河アカデミーにおけるGPメンバー養成学校「GPアカデミー」を舞台とした外伝である。
2001年8月に発行した梶島の同人誌のあとがきによれば、「GP（ギャラクシーポリス）の宅急便」という仮題で企画が進められていた。
2003年4月より富士見ファンタジア文庫にて『真・天地無用! 魎皇鬼外伝 天地無用! GXP』としてノベライズが開始された。梶島正樹自身が執筆と挿絵を担当しており、アニメ版では描かれなかったストーリーの補完が行われている。2016年4月発売された14巻でアニメ版相当の1部が完結した。この巻の最終章より、簾座編として2部が開始された。
2022年12月23日に、天地無用!シリーズ30周年記念作品として、『天地無用! GXP パラダイス始動編』の制作発表が行われている。OVA『天地無用! 魎皇鬼』の第四期と第伍期を補完する外伝で、山田西南側の視点で語られる物語となる。小説『真・天地無用! 魎皇鬼外伝 天地無用! GXP』で簾座連合に行った西南が地球に戻ってから、小説『パラダイスウォー』の話が始まるまでの内容を予定している。

## あらすじ
驚異的な不運を持つ男子高校生・山田西南は、パンクした自転車の修理作業をしているところを、突如現れた美女、雨音・カウナックにGP（ギャラクシー・ポリス）に入らないかと誘われ、その養成機関となる警察学校のGPアカデミーに入学することとなる。GPアカデミーへ向かうシャトルでも持ち前の不運を発揮し、多数の宇宙海賊に狙われてしまう。あわやというところを神木瀬戸樹雷率いる樹雷の艦隊に助けられ、瀬戸にその確率変動の偏りから一目置かれることとなる。

## 登場人物

### 主要人物
山田 西南（やまだ せいな）
声 - 茂木滋（「天地無用！GXP」、「天地無用！魎皇鬼」第4期） / 野島裕史（「天地無用！魎皇鬼」第伍期）
本作の主人公。『天地無用! 魎皇鬼』の主人公・柾木天地の中学時代の後輩（正確には幼馴染）にあたる15歳の少年。岡山県在住、商店経営の一家の長男。宇宙とは何の関係もない純粋な地球人だが、ひょんなことから雨音の手引きを受けGPアカデミーに入学する。
確率変動値に極端な偏りがあり、「せいな」ならぬ「さいなん」と渾名される極度の不幸ぶりを行く先々で撒き散らしていた。その性質ゆえに幼少時より近所の子供達の父母から疎まれ、西南自身も不幸に巻き込むことを恐れて周囲と距離を置いたため、誰とも親しめない孤独な環境に育つ。海が初めての友人になったことで柾木家・正木家の人々との交流を持ちようやく心の拠り所を得るが、それまでは「海や霧恋の存在が無ければ自殺を考えただろう」と後に述懐するほどの境遇だった。そのような中でも優しさや素直さを失わなかった西南の心の強さを少数の近しい人々だけが知っており、彼らからは好意的に受け入れられている。
雨音との出会いを機に宇宙へ上がったことにより、極端な確率の偏りは宇宙海賊をひきつける「才能」として発揮されるようになり、GPや樹雷から海賊摘発のための囮役として歓迎される。彼の「才能」は、ベクトルこそ正反対ではあるものの九羅密家の系譜に時折現れる「確率の天才」達と同質のものであり、宇宙船のコンピュータによる乱数計算さえ無効化するため、海賊たちからは「ローレライ西南」と呼ばれ、天敵として恐れられるようになる。自分の不幸に慣れるあまり、それを「才能」として最初に見出してくれた瀬戸には深く感謝している。
その成果に従い研修時代から守蛇怪（かみだけ）艦長になるなど異例の出世を遂げ、最終的には辺境惑星に眠っていた「神像(ZINV)」の中に幼生固定された第一世代の皇家の樹に選ばれて樹雷皇位継承権第三位者になる。
最後は確率変動値の調整も兼ねて雨音、霧恋、リョーコ、ネージュと結婚する事になるが、瀬戸配下親衛隊の女官（小説版では西南の護衛兼守蛇怪クルー）として活動していた簾座連合の女スパイ4名（珀蓮、火煉、玉蓮、翠蓮）に略奪婚されそうになるなど、異様に女性にモテる。後に『パラダイスウォー』で南田として登場しているが、妻たちに「これ以上増やすな」と厳命されるほど多くの妻を娶ることになる。
魔素変換後、惑星アバリュムでの名はセイナ水騎兵（013軽騎搭乗者）。
西南の確率ベクトルを逆転させる四人一組で判明している組み合わせは以下の通り。婚姻については第一陣から第三陣までは確実とされている。他にもアチャ、舞八などが候補となっているが組み合わせは不明。
- 第一陣：霧恋、雨音、リョーコ、ネージュ
- 第二陣：火煉、玉蓮、翠蓮、珀蓮
- 第三陣：美希、福、キルシェ、D
- 月湖、美守、※、鏡・瀬戸
- ※、※、立木林檎、※。

霧恋、美希、火煉は10億年前のオリジナルである、『デュアル!ぱられルンルン物語』の真田三月に雰囲気が似ていると評されている。同様に、『デュアル!ぱられルンルン物語』の羅螺みつきとキルシェ、『デュアル!ぱられルンルン物語』の弥生・シュバエルと福、『デュアル!ぱられルンルン物語』の四加一樹と山田西南が似ているとされる。特に山田西南と美希に関しては前世の記憶としてアストラル海からの記憶のフィードバックにより既視感を覚えることがある。
正木 霧恋（まさき きりこ） / 柾木霧恋樹雷（まさき きりこ じゅらい）
声 - 佐久間紅美
西南の親友である正木海の異父姉で、父の名は健・ラライバ・シュタインベック。柾木家の分家である正木家の生まれで、柾木遙照の子孫にあたる。西南とは子供の頃からの付き合いで、直向きな西南をとても気にかけ、自分が一番西南のことを大切に考えているという密かな自負がある。西南にとっては憧れの「近所のお姉さん」。普段は世話好きで優しい性格だが、恋愛に不器用。また、私生活では、思い込みが激しさを見せる。西南に他の女性が近寄ることを嫌がる素振りを見せ、嫉妬に狂うとナマハゲやケルベロスと形容されるほど恐ろしい顔になる。意外にもファンタジー好き。
主観時間による年齢は33歳だが、生年月日から換算した年齢は21歳。GPや樹雷における公式文書では、霧恋をはじめとする正木家の人間は「遙照の子孫」ではなく「船穂の妹の子孫」とされているため、柾木家の皇眷属ではなく銀河連盟の一市民の扱いとなっている。生体強化レベル8。
東京の会社でOLをしていることになっているが、本当はアカデミーの入国管理官をつとめるGP職員であった。アカデミー入学直前の西南を心配し、必死に地球に帰そうとしていた。しかし、その際に西南が発した「自分の運の悪さを必要だと言ってくれたのは瀬戸様が初めてだった」という言葉に、実は霧恋本人は西南の事を心配していたのでは無く、実際は彼の不運に耐えかねて逃げ出し、GPアカデミー入学で近付いてきた彼を遠ざけようとしていた事に気づき、深いショックを受ける。その後は過去の己自身の行いへの後悔と西南への罪悪感に苦しみながらも、彼への罪滅ぼしのため、また今度こそ彼を傍で守るために、アカデミー講師として彼を見守ることになる。
正式には瀬戸の諜報部に所属し、水穂直属の配下である。コンピュータのオペレート能力は非常に高く、守蛇怪配属時は総合オペレーターを担当する。戦闘においては光学迷彩をまとい、冷酷な暗殺者のような立ち回りも見せる。分家筋ではあったが瀬戸の進言と西南を取り巻く女性たちの家柄への引け目もあり、樹選びの儀式をうける。第二世代の樹・瑞輝と契約し、その時点で生存している6人目の第二世代の契約者となったため、皇位継承権上位を持つ柾木本家に属する皇族となるが、本人は末席と評している。
西南の確率ベクトルを逆転させる四人一組のうちの一人。西南を取り巻く妻たちのリーダー格で、OVA「天地無用！魎皇鬼」第伍期では西南との間に息子を産んでいる。
雨音・カウナック（あまね・カウナック）
声 - 鈴木麻里子
GPの二級刑事で、美星の友人。20歳。生体強化レベル4。極めて鋭い直感を持ち、射撃の名手でもある。火器管制コンピューター無しでの命中率は88%を誇り、その特性から守蛇怪配属時は射撃管制を担当する。西南の存在の稀有さを本能的に感じ取り、彼をGPにスカウトした。すなわち西南が宇宙に上がるきっかけを作った女性である。明朗快活で、困難にも物怖じせず立ち向かう性格だが、物事を深く考えない。彼女の乗る船は海賊の襲撃率ゼロという記録を持っていたが、西南の不運によって、自身の輝かしい記録を粉砕されてしまう。
実家は有名服飾メーカー「カウナック」の経営者で、彼女もモデルをしていたことがあるが、自らのモデルとしての実力が解らなくなり、家柄と無関係なところでの実力を示すためGPに入隊した。西南の素性を確かめずにスカウトしたことで一級刑事への昇格を見送られたうえ、刑事から別部門のアカデミー講師へ左遷させられる。美兎跳とトイレ掃除という選択肢も出されたが、当然講師を選択。西南の不運に打ち勝とうとするが、大抵は返り討ちに遭う。それでも、彼と付き合ううちに惹かれていく。小説版では玉蓮と同質の人間とされ、同等に近い美貌の持ち主とされている。ただし本人の言動がオヤジ臭いため帳消しになることが多い。
西南の確率ベクトルを逆転させる四人一組のうちの一人。
リョーコ・バルタ / エルマ
声 - 久川綾（リョーコ）/ 熊谷ニーナ（エルマ）
宇宙海賊。樹雷や銀河軍に壊滅させられた海賊ギルド残党等で構成された一大海賊ギルド『ダ・ルマー』の幹部。19歳。生体強化レベル2。西南が引き起こした海賊の大量捕縛に巻き込まれながら唯一人脱出しているなど、指揮官としての能力は高い。
名前は伝説の海賊である魎呼にちなんで名付けられた。しかし魎呼とは正反対の温和な性格で気品も備え、GP内にもファンクラブが存在する。料理、茶道、生け花、踊りに長けているが、下戸。後に滅亡したとされるバルタギルド総帥の血筋（曾孫）であることが判明する、バルタ総帥は樹雷領宙内に自治州を持ち、銀河連盟承認後に王政国家として独立予定であり、そのためリョーコも王位継承者として招かれるが、西南に一生仕えると宣言して王位継承権を放棄している。
変身能力を持ち、疑似人格プログラムを使いワウ星人・エルマに変装して銀河アカデミー哲学科の学生になり、銀河アカデミーにスパイとして潜りこんでいたが、実際にはアイリの目は誤魔化せず泳がされていた。正体が西南らに割れた後も銀河アカデミーで作業する時はエルマの姿で行うことがある。エルマはワウ人としても大変美人であるらしく、ラジャウが一目惚れしている。
西南の確率ベクトルを逆転させる四人一組のうちの一人。
ネージュ・ナ・メルマス
声 - 水樹奈々
宗教国家メルマスの元最高権力者。巫女としての能力を保つことを理由に体を幼生固定されているため、外見は少女だが約2000歳である。西南に護送を依頼されていた彼女は発覚当初こそ影武者と思われていたが、実際には本人であった。在位期間が非常に長いためメルマス政府内で危険視されており、次代への譲位後は瀬戸の進言に従い、メルマスの追放派の思惑通りGPアカデミーで引き取られることになる。譲位後に幼生固定は解かれており、第伍期で再登場した際は成長してかなりスタイルが良くなっていた。
小説版では人の集団意識をコントロールする能力があり銀河系で最高クラスと評されるとされ、霧恋や雨音たちを強制的に跪かせて動けなくさせたり発言を封じたりという力を見せている。この力を発揮する際には2000歳の精神年齢に見合ったような言動になる。ただし、西南には理由は不明だがその力が及ばなかった。
カレーに酷似した食べ物が好物。西南を非常に気に入っており、お兄ちゃんと慕っている。肉体年齢と精神年齢の乖離に懊悩していたことを西南に遠回しに相談した結果、今まで経験できなかった幼少時代をGPアカデミーで取り戻すことに前向きになる。幼生固定の影響で未だ性欲がないこともあり、ほかのメンバーと比べても西南に対する恋愛感情が薄いと本人も自覚している。
西南の確率ベクトルを逆転させる四人一組のうちの一人。
福（ふく）
声 - 金田朋子 / 中村千絵（「天地無用！魎皇鬼」第伍期）
2代目守蛇怪のメインコンピューターユニット兼エネルギージェネレーター。2代目守蛇怪は鷲羽によって開発された魎皇鬼の同型系列艦である。そのため、福もまた魎皇鬼と同じ耳の長い猫のような姿をしている。今後の成長の度合によっては人型にもなれるらしいとされ、実際に「天地無用！魎皇鬼」第伍期では人型の姿を見せていた。姉である魎皇鬼と違って最初から大人の姿になっており、ビースト形態でも普通に喋っているが、言動に関しては歳相応に幼い部分がある。皇家の船との融合・連携を当初から目的として開発されたため、魎皇鬼以上に融合連携する他艦の能力を効果的に使うよう設計されている。
初代の守蛇怪が大破した際に瀬戸によって西南へ与えられ、西南によって「自分の不幸に巻き込まれないように」との願いを込めて「福」と名付けられた。生まれたばかりで感情・躁鬱のベクトルが激しい事がある。西南とネージュになついている。小説版ではNBがキルシェとアイリのどちらのコントロール下にあるか判断でき、キルシェの時には甘える仕草を見せるが、アイリの時には徹底して排除行動を取る。
守蛇怪は当初はGPアカデミーの所有であった初代艦が改装されたとする登録手続き不備により、西南の役目が終わると同時に軍に接収されそうになったが、紆余曲折を経て西南の個人所有艦となった。
西南の確率ベクトルを逆転させる四人一組のうちの「福ちゃんズ」の一人。ビースト形態では一人だけ鈴付きの首輪をしている。

### 地球
正木 海（まさき かい）
声 - 菅沼久義
西南の親友。霧恋の異父弟。海の父・ダイは天南家の一族で、海自身もかなり能天気な性格。原型を留めないほど大破した自転車を部品から作り直し修理するという技能を見せる。彼らの幼少時代、ほとんどの母親が自分の子供を運の悪い西南から避けさせる中でできた同い年の唯一の友達であり、西南の母親をうれし泣きさせた。後に西南の妹・吉子と恋仲になり、OVA「天地無用! GXP〜パラダイス始動編〜」では婚約している。大方の予想に反して宇宙には上がらず、山田家の婿養子、跡取りとしてやる気を漲らせている。
なお、『パラダイスウォー』で今日子が駆駒将の母親に渡した「盤上島」のパンフレットは、元は西南宛てに正木家の留守宅に届けられていたものを、海が持ち出したものであることが判明した。
山田 北東（やまだ ほくと）
声 - 鈴木勝美
西南の父。雑貨屋・山田商店を営んでいるが、西南がGPアカデミーに入学して家を離れたことと、彼からの仕送りによって飛躍的に業績を伸ばし、「スーパーやまだ」として新装開店した。しかし、小さな片田舎の雑貨屋からの急激な規模拡大であった為、店の経理問題等に不慣れなのに付け込まれて知らない内に店の経営権を乗っ取られかけていたが、林檎のお陰で事なきを得る。パラダイス始動編では、西南の活躍とそれによる仕送り、出資等でさらに経営規模を拡大させ、大型ショッピングモール「YAMADAショッピングセンター」として開店予定であることが明かされた。なお、山田家の自宅はこの屋上に（鷲羽が一瞬で）移築された。アニメでは常に新聞を読んでおり、新聞にはその時の状況に関係する記事が載っている。小説版では2人だけの時にアドバイスを西南に与えている。また、もしも西南が実家に戻ってきた場合、昔のように店が繁盛しなくなって西南を疎ましく思ってしまう可能性を恐れていたとも語った。
山田 今日子（やまだ きょうこ）
声 - 小野寺啓子
西南の母。西南の不幸も笑い飛ばしてしまう肝っ玉母さんだが、息子の境遇には心を痛めており、海や天地が西南の友達になってくれたことには心から感謝し涙を流した。『パラダイスウォー』のストーリーは彼女が「盤上島」のパンフレットを駆駒将の母親に渡したことで始まる。
山田 吉子（やまだ よしこ）
声 - 能登麻美子
西南の妹。小説版では新品の白い服を兄に見せに行ったところ、西南の額が切れて血しぶきがついてしまう。その事件以後、西南と接触すること自体を極力なくしてしまうが、どんなにつらいときでもほほえみを返す西南から思いはしっかりと伝わっており、兄を慕っている描写がされている。パラダイス始動編では砂沙美と仲良くなり、正木の村や新規オープン予定の「YAMADAショッピングセンター」の目玉商品を作ろうと日々、お菓子作りと研究に励んでおり、その試作品が毎日大量に正木村に送られている。
弥麗（みれい）
声 - 長沢美樹
パラダイス始動編に登場。
転生前のジョビアの親友。「御影」という料亭を開いている。いかにも極道の妻といった感じの着物姿の美女だが、ジョビアと同じ腐の趣味を持ったオタク。しかもアパートの一室を趣味部屋にしてしまった上、ジョビアの母親もその道に引き込んだほどの剛の者。前世でジョビアが事故死した際にぶちまけたエロ同人もほとんどが彼女からの頼まれものだった。
趣味以外は至ってまじめで、親友の死の間接的な原因を造ってしまったことに責任を感じていた。親友だけあってジョビアの性格を熟知しており、パラダイス始動編にて奇跡的な里帰りで浮かれていたジョビアの奇行から即座に本人と看破し、好物で買収して自白させる。ファンタジー物のラノベも詳しいらしく、ジョビアの霊糸収納から彼女が異世界転生したことにいち早く気付いた。
その後、成り行きでジョビアの事情を知ってしまったことから瀬戸の計らいで協力者となり、正木村と業務提携を結ぶことが検討されている。
ジョビアの母親
声 - 柳沢三千代
パラダイス始動編に登場。
ジョビアの転生前の母親。本名不明。
娘の事故とその際の大惨事（？）によって、我が子の死と、大恥と、鉄道に対する補償、賠償を同時に被った不運な人。間接的な原因を作った弥麗に対しては、娘の事故の後始末やら、鉄道に対する賠償やらで色々世話になったことに感謝していた反面、娘のことは普通に恨んでおり、再会した際も問答無用で腹パンを喰らわせていた。
娘の死後、弥麗の影響で腐の趣味に目覚めており、ジョビアを愕然とさせた。

### ギャラクシーポリス所属
柾木 アイリ
声 - 玉川紗己子
銀河アカデミー理事長兼、GPアカデミー理事長であり、哲学士。

NB（エヌビー）
声 - ワタナベシンイチ
西南に特別支給された、アイリ謹製の新型試作品のNon-Brain審判調査用ユニット。雨音が変に改造を加えたため壊れ、エロオヤジそのものの性格になってしまった。
なお、監督のワタナベは自身の監督作のほとんどにカメオ出演するが、今作でのNBはワタナベではなく梶島がワタナベ用に設定したキャラクターであるらしい。
小説版では上記と異なり、そのおかしな口調こそ雨音がインストールした「オヤジ100選」によるものだが、普段はNBに住み着いているアストラルAI・キルシェにコントロールされているため、おかしな行動を取ることはない。ところが、たまにアイリにコントロールを乗っ取られる事があり、ゆえに、NBのおかしな言動の原因は例外なくアイリであるが、その際は福が反応して攻撃を仕掛けてくる。最終的に破損したため西南の手により機密保持から焼却処分され（NBに贈られ、装着していた皇玉も諸共に失われたと思われる）、代替として鷲羽作成の体内型NB「賢者の石」が与えられた。
また、NB自体が西南を監視するための隠しカメラの役割を果たしており、のちにキルシェがカメラ撮影した西南の映像を他の女性達から要求された。
天南 静竜
声 - 真殿光昭
GPアカデミーの剣術教師。かつての阿重霞の婚約者候補。天地に挑みにいった際にひどい目にあってから、地球人嫌いを公言するようになるが、それと同時にお笑いキャラになったとアイリから語られている。雨音に執着していることもあり西南を執拗に目の敵にしていたが、その度に天南特例をもって実力で排除され続けていた。公開決闘に破れた後、運呼を接収されてしばらくは登場しなかったが、卒業式にはGPアカデミー職員として復帰。さらに西南の結婚式では天南財閥が仕切りに噛んでいたことで給仕として参加。地球人嫌いを克服したのか、まともな言動になっていた。雨音への執着もなくなったのか、雨音の結婚に異を唱えることもなくコマチに誕生日プレゼントの花を渡した。後にコマチと結婚する。
アニメ版では終始道化役としての扱いであったが、小説版では相対したタラントの生身の腕を切り落とすなどの冴えを時折みせる。ダイ・ダルマーから脱走を図ったときも、一見ただの暴走にしか見えないがきちんと理論立てた行動をとっている、といった描写がされている。容姿に関しても、性格はともかく雨音と並ぶと美男美女であると霧恋が評していた。

3馬鹿トリオ
西南をGPへ輸送する輸送艦及び初代守蛇怪のクルー。初代守蛇怪が樹雷に到着後、輸送艦勤務→海賊の人質→海賊の仲間→運呼のクルー→天南グループと所属が変わる。バリー曰く、「3人で一人前のキャラ」。

基本的に「3馬鹿トリオ」の行動はアランの考えで動いており、バリーとコーンは追随しているだけである。小説版ではリーダー格のアランが極めて身勝手かつ傲慢な性格になっており、天地シリーズの登場人物の中でも最低クラスの言動を取る。アニメ版では最後まで行動を同じくしていた3人だが、小説版10巻では運呼搭乗以降、バリーとコーンは諸悪の根源であるアランと別れて別の人生を進み、接収された運呼とともに再雇用され、運送やイベント派遣をおこなって更生した。
アラン
声 - 福山潤
メガネをかけている。3人の中の一応リーダー格だが、一番身勝手で、隙あれば2人を見捨てようと考えている。
小説版12巻で、西南との決闘のために幸福艦を離れた静竜とコマチに艦を預けられたが、艦を接収しに来たクイス・パンタとのギャンブルに引き込まれて負け、そのまま失踪する。バリーとコーンが山田西南の結婚式に運送業として訪問した際、久々に再会した静竜に「あいつは落ちるところまで落ちないとダメだ」と言及された。
『パラダイスウォー』にも登場。ヒロインの1人アーレアの姉であるルレッタ・バルタと結婚し1児を儲けた後、巨額の借金を残し失踪していたが、金が目当てで彼女たちに接触しようと盤上島に潜入するものの、西南とルレッタの活躍により捕縛される。
バリー
声 - 永野広一
赤髪で背が高い。アランほどのあくどさはなく、ダ・ルマーギルドにいる時には彼女が出来かけていた。クイス・パンタによる運呼接収後も、コーンとともに艦に残る。小説版14巻では、コーンと2人で運呼を使った輸送業を起業し、西南の結婚式に配達に来ていた。
コーン
声 - 沼田祐介
太っちょ。大食らいで怠惰な面はあるが、アランほどのあくどさはない。クイス・パンタによる運呼接収後も、バリーとともに艦に残る。
ケネス・バール
声 - 野島健児
西南のGPアカデミーでのチームメイトで部屋長の少年。能天気な性格で西南、ラジャウを含めたトリオの牽引役。実務研修で地球を交番から監視している。
ラジャウ・ガ・ワウラ
声 - 千葉進歩
西南のGPアカデミーでのチームメイトでワウ人。ワウ人は成人年齢が低く設定されており、ケネスがエログッズを購入する際勝手に名前を使われることがよくあるらしい。エルマにベタ惚れしているが、正体がリョーコとは知らない。実務研修もケネスと一緒に地球監視要員となっている。
奈緒子（なおこ）
声 - 永島由子
樹雷で初代守蛇怪を下ろされたバリー達の次に乗艦したGP輸送艦のクルー。艦長の子供がお腹にいる。

### 簾座連合
騎珀、火泉、翠霊、磨玉、花櫻の主要五家が束ねる簾座にある連合国家。銀河連盟には属していない。
現在判明している4名は、全て瀬戸付きの女官だが簾座連合のスパイである。アニメでは常に瀬戸に付き随って西南たちを引っかき回していたが、小説版では、攻撃を主体とする剣に分類される女官で、西南の護衛として西南のGP入学時から関わり、初代守蛇怪からのクルーとなっている。そのため、アニメとは違い、瀬戸やお局に引っかき回されることもある。
簾座連合の勢力圏と銀河連盟との間に海賊たちの勢力圏があり、珀蓮以下4人は海賊たちからの被害を何とかするために樹雷に来て瀬戸の女官となったと小説版10巻で火煉が西南に語っている。4人とも簾座連合所属国の王女である。
珀蓮（はくれん）
声 - 梶原由三子
騎珀王国第一王女第一息女、白花・蓮音・騎珀（しろはな・れんね・きはく）。真面目で4人のリーダー。生体強化レベル6。小説版では思考加速特化タイプとされ、何かのきっかけで思考の迷路に迷い込んでしまう事があり、時折理解不能な飛躍をした発言をすることがある。西南の護衛をする時には翠蓮と組むことが多い。
西南の確率ベクトルを逆転させるできる四人一組の一人。
火煉（かれん）
声 - 河原木志穂
火泉王国第一王子第三息女、翅焔・煉極・火泉（しえん・れんごく・かせん）。ボーイッシュな外見にあう、直線的な性格の女性。生体強化レベル5。小説版では「意外と家庭的」と評され、料理に関わる描写が多く見られる。西南の里帰り時には霧恋とともに「スーパーやまだ」の総菜メニュー開発に携わり、調理主任が教えを乞うほどの腕前を見せた。西南の護衛をする時には玉蓮と組むことが多く、彼女の破滅的な性格・行動に頭を痛めている。
西南の確率ベクトルを逆転させるできる四人一組の一人。
玉蓮（ぎょくれん）
声 - 高森奈緒
磨玉王国第十三王女、心珠・蓮鎖・磨玉（しんじゅ・れんさ・まぎょく）。次期女王継承者である。退廃的でけだるそうな目をしている。色仕掛けが得意技。「処女」で、西南に初めての男になって欲しいと願っている。小説版では「蠱毒」であると言われており、過去の経験からくる壮絶な闇を感じさせる描写がある。また美人度としては同性すら「当てる」ほどとされ、登場人物の中でも際だった美人扱いになっている。
西南と接点が生まれて以降、巻が進むごとに退廃的な面が押さえられ、女神のような清廉な美しさや常識的な言動の描写が増えていく。生体強化レベル6。
アニメではニンジンで福と仲良くなっていたが、小説版では福の本能から恐れられてしまい、福と仲良くなるのに時間が掛かった。
西南の確率ベクトルを逆転させるできる四人一組の一人。
翠蓮（すいれん）
声 - 白倉麻子
翠霊王国国王第五王女、光椰面・蓮颯・翠霊（みなも・れんそう・すいれい）。4人の中で唯一眼鏡をかけた女性。存在感が希薄で、「天然ステルス娘」「幽霊」の異名を持つ。生体強化レベル10は本来なら身体と精神を歪め廃人化するレベルであり、後に鷲羽により再調整された。再調整のお蔭で以前より会話が増えている。ちょっとした事故で西南に抱きついた際には恥ずかしさのあまりに気絶する。
西南の確率ベクトルを逆転させるできる四人一組の一人。

### 宇宙海賊
便宜上「海賊」と呼ばれているが、銀河連盟（元々は樹雷と世二我も海賊であり、銀河連合自体もこの二大ギルドを中心としたものとして成立した経緯がある）や簾座連合に組み込まれていない星系の住民が生活のために略奪行為にあたる行為をしているもので、地球で言う中世北欧のヴァイキングに近い。その境遇から、検挙後は生活基盤が確保できるようになるため再犯率が低いとされている。GPとはある種の不文律があり、輸送艦をおそった際には荷物を切り離せば乗組員は見逃す、代わりにGP側は荷物にトラップを仕掛けないという慣例が存在している。それにより物資の強奪のみで人的被害を抑え、捕虜は身代金や交換などで解決する傾向になっている。だが、シャンクギルドの様に一族揃って残虐かつ悪質な犯罪行為を行う勢力も存在する。

#### ダ・ルマーギルド
ダ・ルマー
声 - 中嶋聡彦
海賊ギルド「ダ・ルマー」総帥。ギルドをGP及び樹雷が扱いに苦心するほどの巨大組織に成長させる。西南の活躍により組織に多大な被害を受けると幸運艦隊を結成するなど、状況への対応力も高い。しかし、西南の前にはその能力をもってしても対抗しきれず、捕縛される。
コマチ・キョウ
声 - 朴璐美
小説版では「コマチ・京」と表記される。ダ・ルマーギルドの幹部の一人。本名は「子舞一（コマチ）」で、レセプシーの舞貴妃の家出した長女であり、人並み外れた芸能の才能をもっている。身長は190cm超とかなり大柄で、女性にしてはかなり筋肉質なのが特徴。海賊ではあるが、礼節を重んじる武人である。運呼が誕生してからは、同艦副長として勤務。西南の結婚式に招待され、静竜から誕生日祝いに指輪（小説版では花束）をもらい、赤面する一面もある。後に静竜と結婚、2児をもうける。
小説版ではダ・ルマーギルドの対樹雷の外交を担っていて、瀬戸との直通チャンネルを持っている。
マーロン
声 - 乃村健次
GPアカデミー入学前の西南が乗る輸送艦を最初に追いかけ始めた海賊。輸送艦を拿捕することに一旦は成功したが、仲間割れにより取り逃がしたところを瀬戸によって捕縛された。

#### シャンクギルド
昔はかなりの規模を誇った海賊ギルドであったが、樹雷の討伐によって壊滅的な被害に遭い、ダ・ルマーギルドの下部組織に落ちぶれている。
タラント・シャンク
声 - 松田佑貴
父親と兄弟が一網打尽に樹雷に捕縛されたため、ギルドの頭となった男。親兄弟の捕縛の原因となった西南を狙っている。
非常に卑怯で狡猾な男であり、快楽殺人者としての一面も見受けられる。GPの上層部の人間とつながっている。また異常にプライドが高く、小説版においては父親や兄を助けられる状況にありながら、自分に恥をかかせたという理由で殺害している。だが、自身が危機に陥ると部下も味方も見捨てて逃亡する厚顔無恥な男。
作中では敗北のたびに身体をサイボーグ化している。作中世界の技術なら欠損した部位も少し時間をかければ再生治療が可能だが、そんな時間をかけるのも惜しいくらい西南にしてやられたことが屈辱だった模様。
小説版では過去に樹雷に滅ぼされたシャンクギルド総帥の直系とされている。作中で西南と何度も衝突するが、最終的に西南の結婚式準備中を急襲するも、タイマンで返り討ちに遭い捕縛された。

### その他の登場人物
真清・カウナック（ますみ・カウナック）
声 - 中田和宏
雨音の父でかなりの親バカ。雨音本人からもその性格を呆れられ、嫌われている。小説版では心配性と過保護が過ぎて、過去に雨音を常時監視していたが拒否され、しかしナテュールへの監視は未だ継続している。GP制服ファッションショーのため雨音が1度モデルに復帰した時、帰ってくると期待し喜んだが、モデルから長く離れていた雨音はモデルとしての腕が落ち、一方でGPとしての能力は高かったことにより諦めた。
ナテュール・カウナック
声 - 速見圭
雨音の母。常に微笑を浮かべて画面正面を向いている。小説版ではよき理解者として描写されている。
ジュン
声 - 能登麻美子
モデルの一人。雨音がモデルをしていたときの友人。小説版10巻によると本名は夢乃・ラ・ジュンで、西南がNBのおつかいで入った風俗店で風俗嬢もしている。
ベガ
声 - 永島由子
トップモデルの一人。雨音がモデルを引退したことで我が世の春を謳歌していたが、GP制服ファッションショーで雨音が復帰すると聞いて対抗意識を再燃させた。雨音が実戦さながらの戦闘デモを行ったため自身も挑戦したが、現職とモデルでは相手に成らず自滅した。小説版では張り合いのあるライバル的存在として雨音を見ていたことが表記されている。控え室で西南が自分の裸体から目をそらしたことに不満を持ち絡んだ。
バルタ国王（バルタこくおう）
声 - 小野健一
瀬戸の手を借り、初代バルタ国王になる予定の、リョーコ・バルタの曾祖父。とてもお茶目な性格らしく、立体映像なのにリョーコに抱きつこうとしたり、国王なのかと聞かれて「そんな感じだ〜」と答えたり、小説版では孫の尻をもんだりする。
ナB子（なびこ）
声 - 水谷優子
瀬戸の所にいた、NBの女版。NBは棒のような機械的な足だが、ナB子は人間と同じような足をしている。樹雷星で盗撮していたNBを追いかけ回したあげく同衾し、一時NBを再起不能に陥らせる。最終話では、守蛇怪に乗り込み、NBとの間に出来た大量の子供の世話をNBに押しつけている。NBの設定が異なるため、小説版には登場しない。

### 小説版のみの登場人物
小説版『真・天地無用! 魎皇鬼外伝 天地無用! GXP』では、設定とストーリーがTVA版と異なるため、小説版のみに登場する登場人物が存在する。これらのうち一部については、後に制作されたOVA「天地無用! 魎皇鬼」第三期以降およびOVA「天地無用! GXP〜パラダイス始動編〜」に登場する。
正木 月湖（まさき つきこ）
声 - ゆきのさつき
霧恋の母。霧恋と同様に西南の成長を見守ってきた。正木家の血筋のため外見は若く、容姿もバストサイズ以外同一でそっくりであることから霧恋と双子のようにも見える。霧恋が西南を地球に帰そうとする際、西南を「私の未来の旦那様」にすると霧恋に告げ、西南を地球に帰したときには霧恋に代わって月湖が西南を守り、やがては西南の意思を尊重し共に宇宙に上がるだろうと宣言する。はじめこそ霧恋に遠慮している面があったが、次第に西南への想いが強くなっていく。もっとも、西南にとっては、霧恋の母で、自分を受け入れてくれたもう一人の母親という意識が強い。月湖からの愛情に救われていたところを自覚しているので、義母ではなく一人の女性として愛して欲しいという月湖からのアプローチに、西南は好意を受け入れつつも困惑している。
アカデミー時代に健・ラライバ・シュタインベックや、博司・マナダと知り合って、健・ラライバ・シュタインベックと結婚した。霧恋の誕生後に健・ラライバ・シュタインベックが亡くなって、気弱になっているところで、同じように悩みを抱えていた海の父親・ダイと知り合って意気投合した。悩みが無くなって態度が狂変したダイのことをひどく毛嫌いしている。ダイと離婚後、ダイから逃げるようにアカデミーを休学して地球に帰ってきた。二児の育児に勤しんでいるところに息子の海が西南を連れてきた。確率変動による災害に悩んでいた西南の一家を、同じ年頃の息子を持つ母として、正木淑女会の支援を受けながらバックアップしていくこととなる。
正木淑女会では、玲亜が加盟するまでは最年少の世代であったため年長者の玩具にされている。それもあって、『天地無用! 魎皇鬼』第四期第2話で水子たちから、海を村の人に預けて休学中のアカデミーに復学すればと言われている。西南の確率ベクトルを逆転させる四人一組のうちの一人。
パラダイス始動編ではメインヒロインを務めており、地球に帰還した西南に想いを寄せつつも陰日向に世話を焼き、支えている。また娘と同じファンタジー好きであることが明らかとなり、西南の計らいで守蛇怪の魔樹ユニットを使って憧れであった魔法が使えるようになって歓喜している。また魔法の素質も相当なものらしく、ジョビアや藍蓮を驚愕させていた。
美希に対しては自分の娘として接しており、彼女からも「お母さん」と慕われている。初対面であった那由多を始めとした西南の周りの女性に関しても優しく接しているが、ジョビアだけは初対面時から明確に毛嫌いしており、彼女が馬鹿な言動を取る度に制裁を喰らわすのがほぼお決まりとなっていた。
『パラダイスウォー』にて、本来は敵同士であるダード、アーレア、アプエスタ、パルティーの四人が和気藹々としていたのは、パラダイス始動編にて月湖にシメられたのが原因である。
健・ラライバ・シュタインベック
博司・マナダのアカデミー総合科時代の友人。月湖の最初の夫で霧恋の父。所属部会の長期研修旅行中に船の事故で死亡したとなっている。
ダイ
月湖の2人目の夫で海の父だが、月湖のセリフにあるのみで、天南家の出身という以外は不明。健・ラライバ・シュタインベックの死亡時に月湖が精神的に不安定になっているところを埋めるように交際していたが、月湖が海を産んだ以降は離婚して、月湖や霧恋から嫌悪されている。
デビット・ドマ
西南と同期のGPアカデミー生徒。リョーコファンクラブ代表、エルロイとフィングのチームメイト。
エルロイ・エガス
西南と同期のGPアカデミー生徒。正木霧恋ファンクラブ代表、デビットとフィングのチームメイト。
フィング・フォックス
西南と同期のGPアカデミー生徒。雨音カウナックファンクラブ代表、デビットとエルロイのチームメイト。
キャロル
GP巡査。西南達が寮を脱走するのに使用したパトカーが故障で大規模戦闘配備指示コードを発信していたため、それを止める任務を受ける。しかし、袋をかぶったケネス・ラジャウ及び絵に出来ないマークが山のようについた車両を見て錯乱し、騒ぎを広げてしまう。再登場した際は何故か男勝りの乱暴な口調になっていた。
アメリ
GP巡査。キャロルの相棒。
美希・シュタインベック（みき・シュタインベック）
声 - 田中理恵
GPアカデミー生徒。西南が入学する前年のミスGPアカデミーで、ファンクラブもある。西南と出会う以前は軽度のエレクトラコンプレックスであった。
実はその体は義体であり、正体は月湖をモデルとして作られたアストラルを持つ人工知能である。そのためか、容姿は十代の頃の月湖に似ていて、性格は霧恋によく似ている。美希は月湖を母親と認識しており、霧恋に対しては妹として一方的なライバル意識を持っていたことから、GPアカデミー時代には西南を巡って近親憎悪的に霧恋と張り合っていた。張り合っていく中で、美希の出生を理解した霧恋に妹分的な立ち位置を認められた。西南に対して負い目を感じている霧恋にとって、好意をストレートに表現できる美希はまぶしい存在となっている。美希は、月湖に対して母親としての憧れを持つと同時に、苦手意識がある。パラダイス始動編では彼女のことを「お母さん」と呼んで慕っており、月湖が西南と結婚することも全面的に賛成、歓迎していた。また月湖と言動がダブることもあり、ジョビアに対する露骨な言動等が特に顕著。
囮科での実務研修中にタラントの襲撃に遭い、義体を殺害される。人工知能本体は逃げ延び、直前に西南のNBにデータを転送しようとしたが途中で回線切断されたことでかなわなかった。その際、先にNB内に居たキルシェに座標を記したデータを託し、データは父・博司へと渡った。タラントの研究施設に潜伏し、ファントムのコードネームでおそれられ駆除されそうになりつつも、タラントに拉致され駆除を担当させられていたフオ・バルタ等を研究施設から解放している。その後、博司がパス数字を思い出してデータの復号に成功したことで居場所が判明する。
のちにタラントとGP軍の裏取引きによって移送されてきたDr.クレーと取引き（というか、ほとんど買収）をして彼の手で福のクローンの一体に人工知能本体を転送同化することで、帰還と西南との再会を果たす。福レベルに身体を強化することで、魎皇鬼同様に人型で美希・シュタインベックそのものになれること、妊娠・出産が可能と鷲羽に聞かされ、クローン体であることを受け入れる。西南の確率ベクトルを逆転させる四人一組のうちの「福ちゃんズ」の一人で、福が精神的に幼いこともあって、美希が福とキルシェとDとの4人組のリーダー的存在になっている。
Dによると三月と呼ばれる少女と似た外見・雰囲気をもっているらしく、Dからたびたび三月さんと呼ばれる。美希が三月の、西南が『デュアル!ぱられルンルン物語』の四加一樹の記憶を前世の記憶として、同時に一瞬だけ思い出す表現がある。
映像化としては『天地無用! 魎皇鬼 OVA 第4期』に登場。アニメの声優の配役で、美希・シュタインベックと『デュアル!ぱられルンルン物語』の真田三月、キルシェと『デュアル!ぱられルンルン物語』の羅螺みつき、Dと『デュアル!ぱられルンルン物語』のD/真田出維、福と『デュアル!ぱられルンルン物語』の弥生・シュバエルが同じであるのは、設定を知っているファンへのサービスである。
博司・マナダ
美希の父であるマッドサイエンティスト。銀河アカデミー哲学科への入学を希望しているが、才能も実績もともなっていない。月湖と健・ラライバ・シュタインベックとは古くからの知人。月湖に横恋慕しており、月湖が結婚して友人である健・ラライバ・シュタインベックの姓を名乗っていると思っていたことから、月湖と自分との間にできた娘というコンセプトで開発した美希の名にその姓を付けている。美希がアストラルを持ってしまったことに慌てた博司は、月湖に対する罪悪感から月湖への想いを断ち切り、美希を自分の娘である人間として育てることで罪滅ぼしをしようとしていた。なお、挿絵では『デュアル!ぱられルンルン物語』の真田賢と酷似した容姿で描かれている。
事件の後、アイリの工房で働くこととなった。
キルシェ
声 - 豊口めぐみ
AI-CGアイドル。銀河アカデミーのニュース番組のキャスター。人工知能だが、アストラルを持つレベルに達しているため人権が認められている。父親に結婚を強要されそうになったこともあり、西南の擬似人格プログラムと駆け落ちする。西南本人のNBに隠れ住んでいたが、ライレーザによって発見され、アイリの説得により西南の護衛と監視を引き受ける。世間的には失踪扱いとなっている。のちにアイリの計らいで父親はキルシェとの結婚を諦めている。
福のクローンに転送されたことで、西南達の関係者全員には存在が知られるようになり、珀蓮達に拉致された西南の奪還行動時に人間形態のままカメラに映ったため騒ぎになる。
西南の確率ベクトルを逆転させる四人一組のうちの「福ちゃんズ」の一人。基本的に誰に対しても笑顔で物腰柔らかく接するが、ジョビアに対してはちょいちょい毒舌が入る。
イアン・ノーザン
アカデミーのスラム街で何でも屋の様な会社を経営している。トップシークレットであるウィドゥー・レポートを極秘に入手するなど、なかなかの頭脳の持ち主。立木林檎と取引した後、ガラクタを換金する流通を広げ、拠点を辺境の宇宙ステーション「パン・ドーラ」へと移す。
カリーチ
美希のチームメイトの一人でワウ人。
ミランダ・マーチス
美希のチームメイトの一人。
ウィドウー
自らの手を汚すことなく、顔や名前、時には身体すら変え凄惨で陰湿な方法により対象の財産・生命等を富に変える犯罪者。その名は瀬戸や鷲羽と並び称されるほどの稀代の大悪女。アイリの故郷アイライで発生した大量自殺と失踪はウィドウーの犯罪第一号であるとされており、これが原因でアイライは鎖国へと至る。
相手が犯罪者とは知らない西南に接触した結果、自分の世界や価値観を破壊・蹂躙され、西南に捕まったと称して自首する。聴取の代わりに自身の詳細な犯罪の内容履歴を提出した。死刑執行が確定していたが、死後に西南と共にあることを選択し、ウィドゥー自身の希望によりアストラルは鷲羽に回収され、福のコアとして記憶は引き継がずに利用されることとなる。
ライレーザ
ガーディアンシステムの一級デザイナー。雨音に依頼されて西南のダミーデータの解析を頼まれ、見破る。その後、雨音監視の一環としてNBに盗撮などの仕掛けを施そうとして失敗している。その際、西南のパーソナルと駆け落ち中のキルシェを最初に発見した。キルシェの件で博司・マナダと接触が生まれ後に恋仲となった。
鏡・瀬戸（かがみ・せと）
神木瀬戸樹雷の「鏡武者」。万が一のためのバックアップと皇族として公務と諜報を両立させるために約2千年前に生まれた。
生まれてから、瀬戸と記憶を共有してきたが、瀬戸が朱螺凪耶としての記憶を取り戻したことと、鏡・瀬戸が幼い頃の西南の記憶を掘り起こしたことで二人に差異ができてきた。西南に会っている瀬戸はほぼ鏡・瀬戸である。
彼女の存在を知るのは樹雷皇・阿主沙と津名魅と鷲羽だけである。その後、第一世代保持者の西南にも伝えられる。その際、西南に鏡・瀬戸独自の名前を乞い、千年でも万年でも待ち続けると語る。
西南の確率ベクトルを逆転させる四人一組のうちの一人。
クイス・パンタ
声 - 井上喜久子
瀬戸直属の女官の中でも選りすぐりの精鋭部隊、通称「お局様部隊」の隊長。霧恋や月湖、珀蓮たちの先輩。変装を初めとした諜報工作のエキスパートで、瀬戸や水穂の前ですら滅多に素顔をさらす事はないとされている人物。その変装を見破ったのは西南が初めて。月湖が西南に想いを寄せている事も知っていた。その際月湖に変身し、どさくさで西南にキスをしている。
静竜とコマチが西南との決闘のために運呼を離れた際、運呼を預ったアランの前へ関西風の成金のオバサン姿で現れてギャンブルを吹っかけ、借金の形として艦を接収する。
実は瀬戸と鏡・瀬戸の擬態で、どちらかが瀬戸の姿でいる時、もうひとりはクイス・パンタの姿となる。それにより裏となり表となり樹雷を支えている。
天木 佳月 樹雷（あまき かげつ じゅらい）
舟参の息子で、舟参隠居後の天木家の当主。第二世代と契約。父・舟参は隠居後に性格が丸くなったが、佳月は以前の舟参の性格を受け継ぎ、霧恋の柾木家入りに難色を示した。
立木 林檎（たつき りんご）
声 - 田辺留依
樹雷竜木家の眷族にして、通称「ハイエナ部隊」こと瀬戸の経理部の長。西南が宇宙に上がった直後に集めた海賊400機以上の討伐によって大きな借りができたと思っており、西南に危険が及ばないよう影で色々動いている。
性格は穏やかで立ち振る舞いは愛らしいが、半面相対する相手に罪悪感を抱かせるほどであり苦慮している。経理の事項においては瀬戸に対しても容赦がなく「鬼姫の金庫番」と呼ばれており、西南と出会って以後はさらに経理能力を向上させ「鬼を泣かした鬼・経理の鬼姫」にランクアップする。
西南の確率ベクトルを逆転させる四人一組のうちの一人。
映像化としては『天地無用! 魎皇鬼 OVA 第4期』に登場。
立木苺〔たつき いちご〕
林檎の妹。
立木 琥雪（たつき こゆき）
西南が初給与でお世話になった人達へのプレゼントを購入するために訪れたアクセサリー屋の秘書。
樹雷の皇族に献上されたこともある非常に貴重な皇玉（おうぎょく）と呼ばれる、樹雷でのみ見つかっている琥珀の一種を管理しており、基礎パーツの加工費とケース代のみで西南に譲った。
ナナミ・タツキ
西南の初給与が出た時にNBの使いで行ったランシェリーショップの店長。元・瀬戸の女官・お局出身。受け取りでそのまま渡せばすむ下着を詳細に説明し、赤面する西南で遊んだ。
ダン
GP総合経理課の係長。アランたちの同期。給料の大半を借金返済に充てなければならないにも関わらず全額貰えないかと頼むアランの自分勝手さにあきれ果て、ライアンに彼らの鍛え直しを依頼した。
ライアン
GP軍の軍曹。アランたちの同期。天女曰く「マッチョ君」。ダンの要請でアラン、バリー、コーンを鍛え直すべく守蛇怪にやって来る。彼の訓練のおかげでアランたちはまともな性格に更生したかに見えたが、短時間で再びバカ化し、結果として守蛇怪が重大な危機に陥ったため、今度はアイリの要請で再訓練に志願した。なお、訓練生時代に鬼教官と呼ばれていた霧恋に何度も心肺停止状態にされたらしいが、それでも彼女を恐れるどころか並々ならぬ敬意を抱いている。
クルルカ・パン・ドーラ
宇宙ステーション「パン・ドーラ」の顔役の娘。眠そうな顔をした若い女性で、イアンの会社の社員。「パン・ドーラ」から極秘に運び出された守蛇怪の存在にいち早く気づき、イアンを介して林檎に知らせる。その際、樹雷皇眷族の林檎に親しげに話しかけ、イアンの顔色を失わせた。葉巻を鼻に突っ込んで香りを楽しむのが趣味。
九羅密泰馬（くらみつ たいま）
世二我長老会次席。世二我旗艦『九羅密』艦長。吟鍛の上司。世二我のGPの復権を企む人物。タラントと繋がっていたことが露見し、不問とする代わりにすべての職から引退することとなった。西南の実力は高く評価しており、未成年を巻き込んだことを自覚すると悔いていた。
夏羅世一（から よいち）
GP軍世二我第一軍司令、『美王』艦長。九羅密を長とする九羅の一族の夏羅家出身で、泰馬と意を同じくする。ZINVからZZZを発信した西南に対しても抵抗や拘束をして事態を打開しようと最後まで悪あがきした。タラントとのつながりを不問とする代わりに、臨時総司令・美守の補佐官に転任することになった。
エクシト・レ・セプシー
簾座連合、銀河連盟、海賊それぞれから完全中立の立場をとり、あちこちの星系惑星やステーション、コロニーを回って遊興娯楽を提供する衛星規模艦『レセプシー』のオーナー。
大柄な格闘家といった体躯と厳つい海賊のような風貌であるが、柔らかい物腰と知的な眼差しが威圧感を感じさせないでいる。
舞貴妃（まきひ）
「レセプシー」の踊り子の頂点にいる女性で、エクシトの妻。一男九女の母親だが、外見的には20代後半に見える。西南の不運にも負けない強靱な精神に興味を持っており、玉蓮をして恋をしている女の目であると評された。
舞八（まや）
舞貴妃の8番目の娘。「レセプシー」の舞姫。アストラル海からのフィードバックが3割を超えており、夢で影響を受けており西南を自分の運命としている。西南の確率ベクトルを逆転させる四人一組のうちの1人の可能性が非常に高い。
舞十（まいと）
舞貴妃の10番目の子で唯一の息子。姉・舞九（まいく）とは双子の姉弟。芸能関係の才能を見抜く力を持つ。
ダード・シャンク
『パラダイスウォー』のヒロインの一人。シャンクギルドの老メカニックの孫娘。小説版10巻で静竜とタラントの試合を観戦していた4・5歳の少女。
Dr.クレー〔ドクター クレー〕
声 - 加藤精三
鷲羽の古なじみである哲学士。天地無用第2期での出来事でGPに逮捕されていた。保釈金を払えばすぐに出られるにもかかわらず、それをケチって服役するほどの守銭奴だが、GP軍とタラントの裏取引によって保釈され、タラントの秘密基地に招かれる。そこでコンピューター内に潜んでいた美希・シュタインベックと取引をして、秘密裏に協力し、結果的に彼女や西南の危機を救った。
簾座編にも登場している。
アチャ
声 - 八木侑紀
非常に珍しい金毛種のワウ人の少女。シャンクギルドに蹂躙されていた星に墜落した西南とNB（コントロールはキルシェ）に救われる。
神像の巫女・カシャクの娘で、病身の母に変わり巫女となり、西南と契りを交わす。
彼女の村では巫女になると幽世（かくよ）にはいり一般の村人とは交流してはならないという掟があるうえ、勇者である西南と共に神像であるZINVと一体化し神格化されてしまったため、アチャ1人では村に戻ることが非常に難しくなったため、西南達と共にアカデミーへ旅立つことになる。西南の確率ベクトルを逆転させる四人一組のうちの1人の可能性が非常に高い。
『天地無用! 魎皇鬼 OVA 第伍期』第2話における霧恋のセリフから、西南と結婚していると思われる。
映像化としては『天地無用! GXP パラダイス始動編』にて初登場。守蛇怪の魔樹ユニット内で暮らしており、西南のことは相変わらず「勇者様」と呼んでいる。
D（ディー）
声 - 内川藍維
ZINVの中に眠っていた、古代先史文明の少女のコピーとして生まれたアストラルクローン。福のコピーに宿ることで実体を得る。西南の確率ベクトルを逆転させる四人一組のうちの「福ちゃんズ」の一人。ビースト形態では一人だけ半眼になっているのが特徴。四人の中では最も猫兎の姿を気に入っており、必要な時以外はビースト形態で過ごすことが多い。
『デュアル!ぱられルンルン物語』のDが人間として蘇生する際に、ZINVの中に取り残された人格である。オリジナルのDと同じ容姿であり、記憶を受け継いでいるため美希のことを三月と呼んだりしている。時代的には、GXPが『デュアル!ぱられルンルン物語』のアフターであるとされている。『デュアル!ぱられルンルン物語』の世界統合はDが人間として蘇生された後なので、ZINVの中に残された人格であるDは統合以前の性格として描写がされている。カレーとナポリタンが好物。基本的に無表情で淡々とした機械じみた口調で話すが、カレーに関することだけは感情的になる。
映像化としては『天地無用! 魎皇鬼 OVA 第伍期』が初登場となるが、この時はセリフが一切無く、『天地無用！GXP～パラダイス始動編～』で初めて会話する。他の女性たちが私服、寝間着、作業服、制服と頻繁に着替えているのに対し、Dは農作業時以外は基本同じ服で過ごしている。
カシュルーナ・鎌杖・火焔（かまえ・かえん）
簾座連合・火泉王国男爵。躯流名（くるな）方面特殊任務指揮旗艦艦長。旗下親衛艦隊を指揮する。40代。第三世代武神の人型を所有する。HIMIK(HIMC)（ヒミコ）の御影（ごえい）騎士容疑がかかっている。
蒼蓮・カリューク・花櫻（そうれん・カリューク・かおう）
声 - 木村悠里
簾座連合・花櫻王国王族。部隊司令長官。エンシェントエルフ族。女性に見えるが、男性エルフ。
映像化としては『天地無用! GXP パラダイス始動編』に登場。藍蓮と共に西南の部下として活動している模様。
藍蓮・カリューク・花櫻（あいれん・カリューク・かおう）
声 - 阪田佳代
簾座連合・花櫻王国王族。天尉。エンシェントエルフ族。蒼蓮の妹。118歳。控えめな胸が美しいとされるエンシェントエルフ族の中で巨乳、性格は男、自称も「俺」である。惑星アバリュムにて蟄居中。
『天地無用! 魎皇鬼 OVA 第伍期』第2話における霧恋のセリフから、西南と結婚していると思われる。
映像化としては『天地無用! GXP パラダイス始動編』に登場。この時には一人称が「私」になっていた。ジョビアと意気投合しており、その言動から月湖から「残念エルフ」と呼ばれている。
ナガト
藍蓮の部下。技術整備士官、水尉。微乳。
アルトス・アルグルス
藍蓮の上官。水佐。藍蓮曰く「童貞野郎」。
砂樹・ジュメド（さじゅ・ジュメド）
艦隊旗艦「瞬櫻」艦長。ドリアード種バオブ族。
カグヤ・ラヴェル
瞬櫻艦隊機甲騎部隊隊長。オグル族。天騎「月夜」操者。
バリガル
ドワーフ族の男性。魔素風邪状態でラージキメラに襲われたセイナ（西南）に加勢し助けてくれた。
ジョビア・ジョビス
声 - 柚木涼香
小説版『真・天地無用! 魎皇鬼外伝 天地無用! GXP』の執筆が中断しているため、『天地無用! 魎皇鬼 OVA 第伍期』で先行登場した謎が多い人物。
元は腐った趣味を持ったごく普通の地球人だったが、電車に轢かれて事故死する。その際、所持していた大量のエロ同人誌を自身の轢死体と一緒にぶちまけてしまう大惨事（？）を引き起こし、母親に大恥をかかせるという迷惑極まりない最期だった。その後、理由は不明だが記憶を持ったまま簾座領の惑星アバリュムに転生させられた。ジョビア自身は誰がなんの為に自分を転生させたかを把握している。
小説版では初登場時で３０歳。かつては結婚していたが、その変態すぎる言動のせいで旦那に逃げられた為、バツイチ。ラスカという１２歳になる娘がいる。経緯は不明だが簾座編で西南に出会っておしかけ嫁になった。
『天地無用！GXP～パラダイス始動編～』で簾座から帰還した西南たちに同行する形で地球に帰還する。本人の希望で故郷に里帰りする際、西南たちに注意されていたにも拘らず、言動から転生前の友人であった弥麗や自身の母親に即行で正体がバレてしまう。奇跡的な再会であったにも関わらず、２人から問答無用で腹パンを喰らわされるなど、ちっとも喜ばれなかった。その後も問題行動や空気の読めない言動を繰り返しては月湖に制裁を喰らわされ、第伍期ではミロンと共に剣士や魎皇鬼のオモチャにされるなど、終始、道化回し的な扱いを受け続ける。
クジュカ
惑星アバリュムに住む狩猟冒険者見習いの少女。心優しい性格で、父親のせいで誰とも組んでもらえなかったチートを見かねて、元のパーティを抜けてまで世話をするようになった。バリガルの計らいでセイナと３人でパーティを組むようになる。
パラダイス始動編で彼女らしき少女が僅かに登場しているが、詳細は不明。
チート
クジュカと同じ狩猟冒険者見習いの少年。クジュカより１つ年下。
父親が元狩猟冒険者崩れのチンピラで、息子であるチートばかりか彼のパーティーメンバーの収入まで巻き上げていた為、クジュカに助けられるまで誰にもパーティーを組んでもらえず腐っていた。バリガルの計らいでセイナと３人でパーティー組むようになる。チートという名前に反して普通の子供。
なお、父親は裏社会の人間を巻き込んでセイナの有り金を巻き上げようとして返り討ちに遭い、本人も仲間に見捨てられた挙句に禁呪の触媒にされて死亡。チートにはこの事実は伏せられ、表向きは犯罪奴隷として島流しにされたと言うこととなり、チート自身は母親と一緒に暮らせるようになった。
ラスカ
狩猟冒険者見習いの少女。１２歳。
ジョビアの娘で、母親とは似ても似つかない真面目な少女。
ドガル、クストという少年たちとパーティーを組んでいたが、狩猟冒険者見習いであったセイナたちの活躍を高く評価して、協力を要請する。
パラダイス始動編で彼女らしき少女が僅かに登場しているが、詳細は不明。
那由多（なゆた）
声 - 小林優子
西南に与えられた鷲羽謹製の最新のNB。小説版『真・天地無用! 魎皇鬼外伝 天地無用! GXP』の連座編で変質した体内型NB「賢者の石」がアストラルを得て熟れた果てである。自我を持った当初は西南に好かれようとして正木月湖の容姿と声を借用していたが、西南に拒否されたために蒼蓮の容姿をベースに鷲羽をモデルにして容姿を構成したために鷲羽とよく似た容姿をしている。その際、西南から高位の存在と言う意味を込めて那由他から取って「那由多」と名付けられる。鷲羽のことを「お母さま」と呼んでおり、ある意味では魎呼や魎皇鬼、福の妹とも言える存在。
映像化では『天地無用！GXP～パラダイス始動編～』で初登場。簾座から帰還した西南たちに同行しており、美希たちと共に月湖の家に住みつつ正木村で生活しており、盤上島にも同行している。また序盤では人形サイズに変身して美星に抱かれていた。劇中で同じ時期の『天地無用! 魎皇鬼 OVA 第伍期』などでは、関係者全員集合的な場面で本来登場していてもおかしくない場面でも登場していない。どこかの時点で実体としての体を取得したようだが、小説版『真・天地無用! 魎皇鬼外伝 天地無用! GXP』の執筆が中断しているため、詳細は不明である。
神武〔じんぶ/ZINV〕
声 - 祖山桃子
悠久の時の流れと異なる世界をまたいで数奇な運命をたどった巨大ロボットと、そのコアとなっている皇家の樹（第一世代）。
超古代文明時代に津名魅に接触した文明にZINVとHIMCの二つの皇家の樹の種が提供された。過大な力を得た文明は世界を二分する戦争となり文明を衰退させる結果となった。HIMCを封印したDはZINVにその身とアストラルを封印して眠りについた。地球のパラレルワールドとなる大先史文明の時代に発見された後の話が、『デュアル!ぱられルンルン物語』となる。大先史文明が衰退後、10億年にわたって再び眠りに就き、辺境惑星で不法入植していたワウ人に発見され宗教的シンボルとなった。そこに奪われた2代目守蛇怪を追ってきた西南と邂逅することとなり、西南は皇家の樹にマスターとして認識され、その力で守蛇怪を取り戻すこととなった(『天地無用! GXP』本編の終盤)。その際にZINVに保存されていたDのアストラルのコピーが福のクローンの体を依り代にして解放されている。
西南の結婚式で、火煉、玉蓮、翠蓮、珀蓮が西南を拉致した流れから、『真・天地無用! 魎皇鬼外伝 天地無用! GXP』の簾座編が始まる。HIMCがいた文明の流れを持つ簾座で、HIMCの襲撃を受け、ZINVは大破した。流れ着いた惑星で再生を行う過程でコアから皇家の樹が解放され、皇家の樹のアストラル体を人型の姿で顕現できるようになっている。
カリューシュシュ
声 - 佐藤みゆ希
エンシェントドリアド。守蛇怪にある魔素ユニットによる空間に存在している領主の館を管理する樹木の妖精。

## スタッフ

### TVA「天地無用! GXP」
- 原作 - 梶島正樹
- 監督 - ワタナベシンイチ
- シリーズ構成 - 黒田洋介
- キャラクターデザイン - 奥田淳
- メカニックデザイン - 村田護郎、小川浩
- キャラクター総作画監督 - 河野悦隆、石倉敬一、佐藤道雄、奥田淳、梶島正樹
- メカ総作画監督 - 西井正典
- 美術設定 - 高橋麻穂、渡辺浩二
- コンセプトデザイン - 竹内敦志
- 色彩設計 - 大内綾
- 美術監督 - 高橋麻穂
- 3Dディレクター - 井口光隆
- コンポジットディレクター（撮影監督） - 青木武
- 音楽 - 多田彰文
- 音楽監督 - 本田保則
- プロデューサー - 山下洋、植田泰生、大橋豊、井上博明
- アニメーションプロデューサー - 渡辺欽哉、東道泰
- アニメーション制作 - AIC
- 制作協力 - ビースタック
- 製作著作 - 日本テレビ、バップ

### OVA『天地無用! GXP パラダイス始動編』
- 原作・総監修・キャラクター原案 - 梶島正樹
- アニメーション・総監督 - ねぎしひろし
- 監督 - 浅見 隆司
- キャラクターデザイン - 柊菜々
- シリーズ構成・脚本 - 白根秀樹
- 総作画監督 - 阿部智之
- 色彩設計 - 川見拓也
- 美術監督 - 片平真司・和田いづみ
- 3DCGディレクター - 佐藤淳也
- 撮影監督 - 長牛豊
- 編集 - 宇都宮正記
- 音響監督 - 本田 保則
- 音楽 - 中村博（IMAGINE）
- 音楽プロデューサー - 當間一（IMAGINE）
- 音響制作 - 株式会社美星
- アニメーション制作 - AIC×セイバープロジェクト
- 制作協力 - デジタルネットワークアニメーション
- 製作 - 合同会社EXNOA

## 主題歌

### TVアニメ「天地無用! GXP」
主題歌は当初、2曲とも実験的な ダウンロード販売 のみとなったが、後にサントラ盤に収録された。
オープニングテーマ「真夜中の太陽」
作詞 - 谷ちあき / 作曲・編曲 - 岩崎文紀 / 歌 - 黒田佳世子
エンディングテーマ「あなたが最低。。。」
作詞 - ワタナベシンイチ / 作曲 - 田中公平 / 編曲 - 村瀬恭久 / 歌 - GXPrincess（佐久間紅美、鈴木麻里子、久川綾、水谷優子）

### OVA「天地無用! GXP パラダイス始動編」
オープニングテーマ「想ひ、ひとひら」
作詞・作曲・歌 - 中恵光城
エンディングテーマ「Paradice LOVE」
作詞・作曲・歌 - 中恵光城

## 各話リスト

### TVアニメ「天地無用! GXP」
| 話数 | サブタイトル           | 脚本              | 絵コンテ                | 演出              | 作画監督                                     | 放送日        |
| ---- | ---------------------- | ----------------- | ----------------------- | ----------------- | -------------------------------------------- | ------------- |
| 1    | 雨のち霧、ときどき不幸 | 白根秀樹          | ワタナベシンイチ        | 川島宏            | 奥田淳、河野悦隆 西井正典（メカ）            | 2002年 4月3日 |
| 2    | 警察と海賊             | 佐藤勝一          | 村木靖                  | 羽生尚靖          | 森中正春、梶島正樹 関口雅浩 西井正典（メカ） | 4月10日       |
| 3    | 樹雷の鬼姫             | 木村暢            | ワタナベシンイチ        | 江上潔            | 山沢実 西井正典（メカ）                      | 4月17日       |
| 4    | 霧の紛れ、遣らずの雨   | 白根秀樹          | 岩田義彦                | 横田和善          | 山本善哉                                     | 4月24日       |
| 5    | 暗闇と甘い罠           | 佐藤勝一          | 川島宏                  | 羽生尚靖          | 石田啓一                                     | 5月1日        |
| 6    | GPアカデミー入学       | 木村暢            | 泉明宏 ワタナベシンイチ | 岡崎幸男 白石道太 | 浜野裕治                                     | 5月8日        |
| 7    | 同居ってことで         | 白根秀樹          | 別所誠人                | 高島大輔          | 工藤征輝                                     | 5月15日       |
| 8    | 雑居時代               | 佐藤勝一          | ワタナベシンイチ        | 円条矢太郎        | 河合静男                                     | 5月22日       |
| 9    | 波乱の宇宙研修航海     | 木村暢            | 中村主水                | 羽生尚靖          | 石田啓一                                     | 5月29日       |
| 10   | 洗礼                   | 木村暢            | 江上潔                  | 江上潔            | 山沢実                                       | 6月5日        |
| 11   | 初給料とプレゼント     | 佐藤勝一          | 羽生尚靖                | 花井信也          | 小関雅                                       | 6月12日       |
| 12   | 守蛇怪大破             | 木村暢            | 森本正木                | 土屋浩幸          | 工藤征輝                                     | 6月19日       |
| 13   | 樹雷にて               | 白根秀樹          | 中村主水                | 山崎茂            | 大田和寛                                     | 6月26日       |
| 14   | 小さな強敵現る!        | 佐藤勝一          | ワタナベシンイチ        | 白石道太          | 森中正春                                     | 7月3日        |
| 15   | 福ちゃんの家出         | 木村暢            | 中村主水                | 花井信也          | 小関雅                                       | 7月10日       |
| 16   | 帰省                   | 白根秀樹          | 福多潤                  | 石踊宏            | 藤田正幸                                     | 7月17日       |
| 17   | 西南と天地             | 黒田洋介 梶島正樹 | 梶島正樹                | 和田裕一          | 中山岳洋                                     | 7月24日       |
| 18   | 幸福を掴む人々         | 佐藤勝一          | ワタナベシンイチ        | 羽生尚靖          | 石田啓一                                     | 7月31日       |
| 19   | ショー                 | 木村暢            | 森本正木                | 土屋浩幸          | 工藤征輝                                     | 8月7日        |
| 20   | 運を呼ぶ船             | 白根秀樹          | 中村主水                | 花井信也          | 小関雅                                       | 8月14日       |
| 21   | 起・承・結             | 木村暢            | 福多潤                  | 泉明宏            | なかじまちゅうじ                             | 8月21日       |
| 22   | 運対不運の決闘         | 白根秀樹          | 中村主水                | 石踊宏            | 藤田正幸                                     | 8月28日       |
| 23   | 追跡                   | 木村暢            | 村木靖                  | 羽生尚靖          | 石田啓一                                     | 9月4日        |
| 24   | ぱられ・ル……!?         | 白根秀樹          | 森本正木                | 土屋浩幸          | 工藤征輝                                     | 9月11日       |
| 25   | 卒業                   | 木村暢            | ワタナベシンイチ        | 山田徹            | 向山祐治                                     | 9月18日       |
| 26   | 月の契り               | 白根秀樹          | ワタナベシンイチ        | 山内東生雄        | 奥田淳、河野悦隆 梶島正樹、佐藤道雄 山田正樹 | 9月25日       |

### OVA「天地無用! GXP パラダイス始動編」
| 話数 | サブタイトル                  | 脚本     | 絵コンテ                | 演出              | 作画監督                         | 販売日         |
| ---- | ----------------------------- | -------- | ----------------------- | ----------------- | -------------------------------- | -------------- |
| 1    | 懐かしの我が家…へ？ 簾座より― | 白根秀樹 | さとうふみかず          | 浅見隆司          | 阿部智之 鈴木美音織              | 2023年 5月26日 |
| 2    | 明るい♥農村生活               | 白根秀樹 | さとうふみかず          | 浅見隆司 中山敦史 | 阿部智之                         | 6月29日        |
| 3    | 類は友呼び 朱に交わる         | 白根秀樹 | 松尾慎                  | 浅見隆司          | 阿部智之                         | 7月27日        |
| 4    | 天地 騒造                     | 白根秀樹 | 松尾慎                  | 浅見隆司          | 阿部智之                         | 8月25日        |
| 5    | 月影叩扉                      | 白根秀樹 | さとうふみかず 梶島正樹 | なかのけいた      | 吴晓莱 はっとりますみ            | 9月28日        |
| 6    | パラダイスへようこそ！        | 白根秀樹 | 松尾慎 梶島正樹         | なかのけいた      | Park mi hyun Kim dae jung 柊菜々 | 10月26日       |

## 放送局
| 放送局       | 放送日時    | 放送期間                      | 備考   |
| ------------ | ----------- | ----------------------------- | ------ |
| 日本テレビ   | 水曜 0:55 - | 2002年4月3日 - 9月25日        | 製作局 |
| ミヤギテレビ | 金曜 1:55 - | 2002年4月12日 - 10月4日       |        |
| 中京テレビ   | 水曜 1:35 - | 2002年8月28日 - 2003年2月26日 |        |

## 漫画版
月刊コミックドラゴン（角川書店・富士見書房刊）にて連載された。作者はふるの無成。
1. 2002年8月 ISBN 4-0471-2307-2

## 小説版
『真・天地無用! 魎皇鬼外伝 天地無用! GXP』
著：梶島正樹(第1巻のみ白根秀樹共著)、イラスト：梶島正樹。
タイトルからも分かるようにOVA版『天地無用! 魎皇鬼』の設定の系譜である『真・天地無用! 魎皇鬼』の関連作品として刊行されている『天地無用! GXP』のノベライズ作品。
1. 2003年4月 ISBN 4-8291-1513-0
2. 2005年8月 ISBN 4-8291-1742-7
3. 2006年8月 ISBN 4-8291-1848-2
4. 2007年8月 ISBN 978-4-8291-1951-8
5. 2008年7月 ISBN 978-4-8291-3306-4
6. 2010年1月 ISBN 978-4-8291-3478-8
7. 2011年2月 ISBN 978-4-8291-3610-2
8. 2012年1月 ISBN 978-4-8291-3726-0
9. 2013年1月 ISBN 978-4-8291-3846-5
10. 2014年1月 ISBN 978-4-04-070001-4
11. 2015年1月 ISBN 978-4-04-070504-0
12. 2015年3月 ISBN 978-4-04-070543-9
13. 2016年3月 ISBN 978-4-04-070841-6
14. 2016年4月 ISBN 978-4-04-070895-9
15. 簾座編 2017年5月 ISBN 978-4-04-072269-6
16. 簾座編 2018年3月 ISBN 978-4-04-072659-5
17. 簾座編 2018年6月 ISBN 978-4-04-072732-5
18. 簾座編 2025年6月 ISBN 978-4-04-073103-2

- 18巻以降を刊行する企画はあるが、著者である梶島正樹が、OVA「天地無用! 魎皇鬼」第5期やOVA「天地無用！GXP〜パラダイス始動編〜」関連の仕事で多忙であるため執筆が中断して未完となっている。

『天地無用! GXP パラダイス始動編』
著：梶島正樹、イラスト：梶島正樹。
OVA「天地無用! GXP パラダイス始動編」全巻予約特典の非売品。OVAの原案プロット小説。
小説『真・天地無用! 魎皇鬼外伝 天地無用! GXP』の続編といえるもので、簾座編が終了した後に山田西南が地球に帰還したところから話が始まり、小説『パラダイスウォー』に話がつながる。
物語開始時、山田西南は20歳程度である。
『パラダイスウォー』
原作：梶島正樹、著：水樹尋、イラスト：エナミカツミ。
講談社ラノベ文庫から発売されている本作の関連作品。山田西南他により銀河内の上位百強の海賊ギルドが壊滅および機能停止し、瀬戸等の将来の夢として語られる汎銀河連合が結成されるめどがついた未来が舞台になっている。
OVA『天地無用! 魎皇鬼』第伍期の一部として関連エピソードがアニメ化された。パラダイスウォーにつながるエピソードとして、「天地無用! GXP パラダイス始動編」が2022年12月23日にアニメ化の制作発表が行われている。